# Pirata seminolus
Pirata seminolus là một loài nhện trong họ Lycosidae.
Loài này thuộc chi Pirata. Pirata seminolus được Willis J. Gertsch & Alfred Russel Wallace miêu tả năm 1935.